# Comuna Hatna, Derajnea
Hatna (în ucraineană Гатна) este o comună în raionul Derajnea, regiunea Hmelnîțkîi, Ucraina, formată din satele Hatna (reședința) și Markivka.

## Demografie
Componența lingvistică a comunei Hatna
     Ucraineană (97,62%)
     Rusă (1,59%)
     Alte limbi (0,79%)
Conform recensământului din 2001, majoritatea populației comunei Hatna era vorbitoare de ucraineană (97,62%), existând în minoritate și vorbitori de rusă (1,59%).